# Dodecasciara debilis
Dodecasciara debilis är en tvåvingeart som beskrevs av Edwards 1928. Dodecasciara debilis ingår i släktet Dodecasciara och familjen sorgmyggor. Inga underarter finns listade i Catalogue of Life.